# Мбужи-Майи
Мбу́жи-Ма́йи (фр. Mbujimayi, до 1966 года — Бакванга) — город в ДР Конго. Административный центр провинции Восточное Касаи. Третий по величине город страны (после Киншасы и Лубумбаши), важный центр добычи алмазов.

## География
Расположен на реке Санкуру, на высоте 549 м над уровнем моря. Имеется аэропорт Мбужи-Майи, принимающий регулярные рейсы из Киншасы и Лубумбаши.

## Население
Население по данным на 2010 год составляет 1 559 073 человека.

## История
- 8 августа 1960 года — город Бакванга (Мбужи-Майи) объявлен столицей сецессионистского образования Южное Касаи.
- 5 апреля 1997 года — город был захвачен повстанцами Лорана Кабилы.
- В годы Великой африканской войны (1998—2002 годы) повстанцы РКД также пытались захватить город, который обороняли 13 тысяч зимбабвийских солдат[3], поддерживавших Лорана Кабилу, ставшего к тому времени уже президентом страны. 20 ноября 2000 года повстанцы в окрестностях города разгромили зимбабвийский батальон майора Стефана Мадезокоре[4], однако сообщения о боях в том районе (Кабинда) поступали и 11 июля 1999 года[5].
- В сентябре 2002 года из города был начат вывод зимбабвийских войск[6].